# Девушка в белом (картина Ван Гога)
«Девушка в белом» (англ. Girl in White), также «Юная девушка, стоящая на фоне пшеничного поля», «Женщина в поле» — картина голландского художника Винсента Ван Гога, написанная в 1890 году в Овер-сюр-Уаз под Парижем в последние месяцы его жизни. С 1963 года находится в Национальной галерее искусства в Вашингтоне (США).

## История
В мае 1890 года Ван Гог переехал из Сен-Реми-де-Прованс в Париж, где провёл три дня со своим братом Тео, женой Тео Йоханной и их ребёнком Винсентом. Ван Гог обнаружил, что в отличие от своего прошлого опыта в Париже, он отвык от городской суматохи и был слишком взволнован, чтобы рисовать. Тео и французский художник Камиль Писсарро разработали план для Ван Гога поехать в Овер-сюр-Уаз с рекомендательным письмом для доктора Поля Гаше, врача-гомеопата и мецената. В результате Ван Гог поселился в комнате в гостинице Оберж-Раву в Овер-сюр-Уаз и находился под присмотром и наблюдением доктора Гаше, с которым он сблизился и имел близкие отношения «что-то вроде другого брата». Гаше и его дочь были предметами для картин Ван Гога.
Некоторое время казалось, что Ван Гог пошёл на поправку. Он начал рисовать с такой скоростью, что в его комнате едва хватало места для всех готовых картин. С мая до своей смерти 29 июля Ван Гог сделал около 70 картин, более одной в день, и много рисунков. Ван Гог рисовал здания вокруг города Овер, такие как «Церковь в Овере», портреты и близлежащие поля.
«Но при всей видимости обновлённого благополучия, — отмечает Уоллес, — его жизнь была очень близка к концу». Болезнь поразила ребёнка Тео, Винсента. У Тео были проблемы со здоровьем и занятостью; он решил оставить своего работодателя и начать свой собственный бизнес. Гаше был сам эксцентричен и страдал неврозом, так что он вызывал у Ван Гога такое беспокойство, что Ван Гог спрашивал: «Теперь, когда один слепой ведёт другого слепого, разве они оба не оказываются в канаве?». После посещения Парижа для семейного собрания Ван Гог вернулся в Овер более мрачным. В письме он написал: «И перспектива становится всё темнее, я вообще не вижу будущего».

## Описание

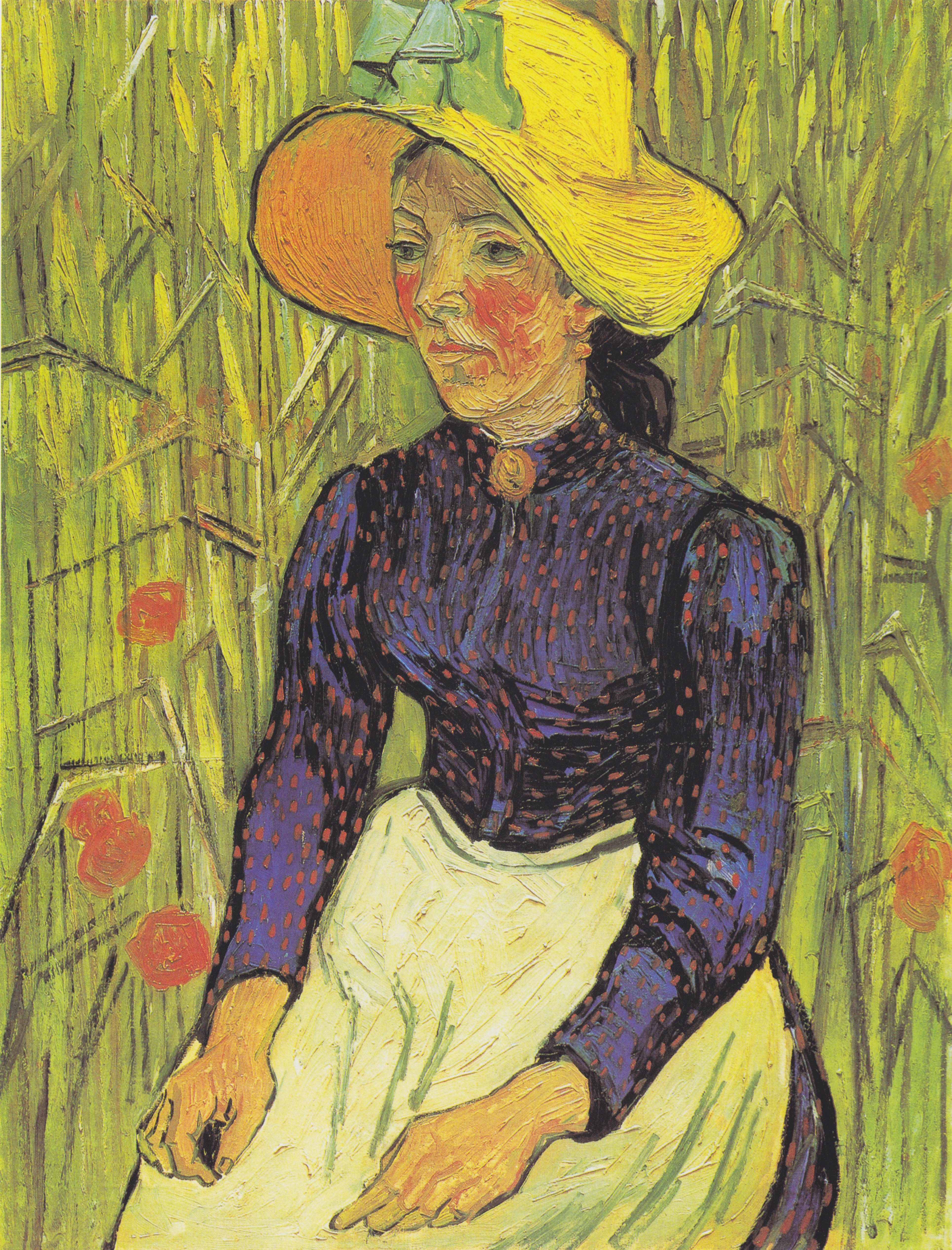
Ван Гог, «Молодая крестьянка в соломенной шляпке, сидящая в пшенице» (F774), июнь 1890

Картина изображает женщину в белом платье на фоне пшеничного поля. Из картин Ван Гога, нарисованных в Овере, на двух полотнах изображена одна и та же женщина. Художник описывал её как «юную крестьянку в большой жёлтой шляпе с бантом из небесно-голубых лент». Второй картиной может быть «Молодая крестьянка в соломенной шляпке, сидящая в пшенице».
В картине для драматического эффекта Ван Гог использует «плоскость изображения». «То, как художники используют „плоскость изображения“, — показательная мера, — объясняет Харрисон, — обычно предполагаемых эффектов их работы и их расположения к зрителю». Когда женщина заполняет большую часть графического пространства, она кажется ближе к аудитории. Ван Гог ещё больше затенил её лицо, взгляд женщины «отдалённый и затуманенный». Кроме того, расположение женщины в непосредственной близости делает её эмоциональную отдалённость ещё более «острой».